# Neobetulaphis
Neobetulaphis  (лат.) — род тлей из подсемейства Calaphidinae (Calaphidini, Calaphidina). 5 видов. Восточная и Юго-восточная Азия (Индия, Китай и Япония). Длина 1,2—2,3 мм. Питаются на растениях из семейства берёзовые (Betulaceae) и буковые (Fagaceae, включая виды дуба)
.
- Neobetulaphis alba Higuchi 1972 — Китай и Япония
- Neobetulaphis chaetosiphon Quednau & Chakrabarti, 1980 — Китай
- Neobetulaphis hebeiensis (Zhang, W.-y., G.-x. Zhang & Zhong, 1995) — Индия
- Neobetulaphis immaculata — Индия
- Neobetulaphis pusilla — Китай. typus